# The Animatrix
The Animatrix (Japonés: アニマトリックス;  Hepburn:Animatorikkusu?) es una película antológica en estilo anime sobre el mundo de ficción de la trilogía Matrix. The Animatrix en sí es una recopilación de nueve cortos animados creados por famosos directores de animación; entre estos cortos destaca lo variado en gráficos y originalidad en las historias, basadas en la trilogía estadounidense mencionada, haciendo las veces de precuela o de secuela.
The Animatrix fue transmitida en el bloque Toonami de Cartoon Network en España y Latinoamérica. En esta última región también fue transmitida por los canales I.Sat y Warner TV.

## Episodios

### The Final Flight of the Osiris
El último vuelo de la Osiris
Cortometraje en el que se narran los últimos minutos de la tripulación de la nave Osiris. Esta nave realiza un viaje de exploración en el curso del cual descubre un ejército de doscientos cincuenta mil centinelas que las máquinas acumulan en la superficie de la Tierra con el fin de realizar un ataque a Zion, para acabar con sus habitantes.
Los centinelas se percatan de su presencia e inician la persecución de la nave, en el transcurso de la cual una de los tripulantes de la Osiris se introduce en Matrix para dejar un mensaje a través del correo postal, advirtiendo de la existencia de ese ejército, mensaje que es recogido en el videojuego Enter the Matrix por Niobe y Ghost, y luego comunicado a los supervivientes de Zion en la película The Matrix Reloaded.

### The Second Renaissance
El segundo renacimiento
Crudo y violento cortometraje en el que se narra la situación anterior a la guerra con las máquinas, qué la produjo y cómo terminó. Este cortometraje se dividió en dos partes.
En la primera parte (The Second Renaissance: Part I) los robots fueron creados por los seres humanos "a su imagen y semejanza", como dice en la película, para realizar trabajos pesados que estos debían desempeñar. La sociedad humana se sumergió en un ambiente de vanidad, corrupción y decadencia. En un vídeo se muestra el juicio al robot B1-66ER que asesinó a su dueño, quien pretendía destruirlo. En el juicio, un abogado se amparó en el derecho de destrucción de la propiedad privada, el robot dijo que "él sólo quería vivir". Aunque hubo un debate acerca de la necesidad de que el robot recibiera, por existir como ser racional y dotado de alma, un juicio justo, la reacción de los líderes políticos de la humanidad fue ordenar la destrucción de B1-66ER, y de todos los robots de su clase. Pese a que hubo manifestaciones, tanto de los robots como de simpatizantes humanos a favor de las máquinas, éstas fueron masacradas en gran número, a su vez que había destrucciones de robots en masa por parte de la población civil que apoyaba la causa humana.
Desterradas de la humanidad, las máquinas buscaron su propia tierra prometida y se establecieron en la antigua cuna de la civilización, Oriente Medio, un lugar donde pudieron "procrear" y mejorar su diseño, incluyendo una nueva y más avanzada inteligencia artificial, y nombraron a la ciudad "01" (que se lee "Cero-uno" o "Zero-One" en inglés). Ese estado prosperó beneficiado por la eficiencia de las máquinas y sus nuevos desarrollos en áreas como la inteligencia artificial atrajo la mayor parte de las inversiones de capital del planeta, causando una gravísima crisis en el sistema económico mundial. Ello provocó represalias contra la nueva nación como bloqueos navales. Los embajadores de 01 pidieron ser admitidos en las Naciones Unidas, pero su solicitud fue rechazada una y otra vez.
En la segunda parte (The Second Renaissance: Part II) la humanidad decidió, entonces, realizar un bombardeo nuclear masivo sobre 01, con el fin de terminar con las máquinas y su ciudad para siempre. Sin embargo, las máquinas a diferencia de sus antiguos amos de piel delicada resistieron el calor y la radiación, y realizaron una arrolladora y exitosa contraofensiva en la que conquistaron, aparentemente, gran parte de Europa.
Los líderes políticos y militares, cada vez más desesperados, concibieron una solución final: ennegrecer la atmósfera para terminar con el suministro de energía de las máquinas: el Sol. Mientras tanto, 01 comienza a crear nuevos modelos más poderosos, plenamente capacitados  para la batalla.
Se calcula que la guerra comenzó alrededor del año 2139 cuando se inició el bombardeo nuclear sobre 01 y la posterior invasión de las máquinas hacia el centro de Europa. Años después se ejecuta la operación Tormenta negra (Dark Storm) con bombardeos de gran altitud en donde se dispersaban nanomáquinas que producían gases tóxicos que enegrecían la atmósfera, mientras que los ejércitos humanos lanzan al mismo tiempo una gran ofensiva terrestre. El plan tuvo inicialmente éxito pero muchas armas humanas se vieron incapacitadas por la falta de energía solar. Los humanos lanzan cuadros de infantería apoyados con artillería electromagnética, tanques atómicos y armadura accionada. Durante las primeras batallas, los ejércitos de 01 sufren grandes pérdidas debido a la escasez de energía solar. En algún momento, 01 decide abandonar las formas humanoides por formas similares a insectos y cefalópodos, ejemplificando el profundo odio de las máquinas hacia la humanidad. Esto coincidió con la rápida destrucción de los robots originales hechos por el hombre a manos de las fuerzas humanas, que como resultado dio lugar al aumento de deshumanización de las nuevas máquinas. El curso de la guerra va cambiando poco a poco a favor de 01 mientras que la nueva generación de máquinas avanza sin piedad sobre los ejércitos humanos. A medida que el innumerable enjambre de máquinas van atravesando las líneas de defensa humanas y logrando victoria tras victoria, los altos mandos de las Naciones Unidas, en su desesperación, disparan misiles nucleares directamente sobre los ejércitos de máquinas, destruyendo parte de ellos pero vaporizando tropas humanas en el proceso. Para compensar la falta de energía solar, las máquinas comienzan a capturar personas y utilizar la energía de sus cuerpos, creando máquinas mucho más poderosas (el preludio de lo que sería el destino de la humanidad) que rápidamente destruyen y aniquilan todas las tropas humanas que ven. A medida que los ejércitos de 01 se expanden sobre Eurasia y África liberan letales armas biológicas que causan más estragos a la población civil. Finalmente, las Naciones Unidas piden una cumbre mundial en la sede de la ONU. 01 envía un embajador de grotesco aspecto, el cual firma el tratado de paz con un código de barras en el que los humanos debían renunciar a sus territorios restantes.

Su carne es una reliquia, un mero contenedor. Entrega tu alma, danos tu carne y un nuevo mundo maravilloso te aguarda. Lo exigimos.

 En la versión en castellano, el diálogo cambió sencillamente a 

Seres de carne, os espera un mundo diferente.

Son las únicas palabras que emite la máquina antes de detonar una bomba nuclear en la cámara de reunión, matando a la mayoría de los líderes del planeta y provocando la destrucción de Nueva York, uno de los últimos asentamientos humanos restantes. Se cree que la guerra duró muchas décadas. Sin líderes ni ejércitos, la humanidad es conquistada por las máquinas.
El planeta ha sido devastado por la guerra y los actos de ambos bandos, y por el impacto devastador del manto oscuro que cubre la atmósfera (el cual ni siquiera las máquinas pueden eliminar) que ha terminando extinguiendo casi todas las especies animales y vegetales de la superficie terrestre. En la necesidad de una poderosa fuente de energía las máquinas, privadas de luz solar, experimentaron con los seres humanos que sobrevivieron a la guerra (convertidos en su mayoría en seres convalecientes de sus heridas, incapaces de negarse a la experimentación) hasta que obtuvieron el suficiente conocimiento para utilizarlos como nueva fuente de energía.
La rendición de la humanidad se firma cuando las máquinas consiguen "cultivar" humanos que se desarrollan bien. Los dos términos de la rendición son el cultivo de humanos por parte de las máquinas y la muerte y aniquilación de casi todos los no conectados a Matrix.

### Kid's Story
Historia del chico
Un adolescente comienza a plantearse las preguntas que conducen a sospechar de la existencia de Matrix. Entabla contacto con Neo en un chat, y este le suministrará poco a poco las pistas adecuadas.
Un día, en plena clase, el chico recibe una llamada al móvil. La voz de Neo lo alerta: han descubierto que lo sabe todo y van por él. El muchacho escapará a través de una escuela plagada de agentes con la ayuda de su patineta, hasta que se ve acorralado en una situación límite y deberá tomar una decisión extrema (se retoma la situación de un ser humano conectado que busca respuestas desesperadamente y despierta ayudado por los rebeldes del mundo real, de un modo similar al que ya experimentó Neo en The Matrix).
Este es el mismo chico que aparece en The Matrix Reloaded cuando la nave de Morfeo llega a Zion para ser recargada. En este punto le dice a Neo que está allí por él y que este lo salvó, a lo que Neo responde que fue él quien se salvó a sí mismo.
Este chico también desempeña un papel clave en The Matrix Revolutions al apoyar la recarga de los blindados, especialmente la del capitán Mifune, y ser quien finalmente libera los contrapesos de la puerta principal para que pueda entrar la nave "Martillo" (The Hammer) y active el pulso electromagnético que "apague" de forma definitiva a todos los miles de máquinas presentes en el muelle.

### Program
Programa (España) / Un corazón de soldado (Hispanoamérica)
Una rebelde se encuentra en un programa de entrenamiento corriente cuando uno de sus compañeros irrumpe en el mismo para hacerle una siniestra propuesta: va a vender a toda la tripulación de la aeronave a las máquinas. El pacto del traidor consiste en volver a ser conectado a Matrix a cambio de la vida del resto, y la protagonista deberá enfrentarse a un duro dilema: unirse al traidor al cual ama o luchar contra él para salvar al resto de la tripulación y defender la verdad que ella cree.
En este cortometraje se observa un claro regreso al mismo problema que se planteó Cypher en la primera parte de Matrix.

### World Record
Récord mundial
Del mismo modo que los rebeldes humanos pueden llegar a desafiar parcialmente las leyes físicas de Matrix porque son conscientes de que se trata de una simulación que experimentan en su cerebro, un atleta de élite recorre el mismo camino, aunque a la inversa: gracias a su impresionante disciplina mental y física, se acerca peligrosamente a los límites de lo imposible cada vez que corre los 100 metros planos, batiendo una y otra vez el récord mundial. En su carrera más importante, batirá las barreras de lo posible dentro de Matrix y, por un momento, percibirá a la Matrix tal y como es en realidad. Los agentes intervendrán para intentar detenerlo, pues una mente así resulta demasiado peligrosa para el sistema. A pesar de que no logran hacerlo, su cuerpo no resiste tal esfuerzo y cae inconsciente al traspasar la meta y superar nuevamente su récord (con la marca final de 8.72 segundos). Mientras rueda por la pista sufre la revelación, despierta y se ve dentro de la cápsula en el mundo real. Tras unos segundos de lucidez, las máquinas lo devuelven a la Matrix. Luego se ve al atleta postrado en silla de ruedas y vigilado por un agente despreocupado de la situación, ya que piensa que el atleta no volverá a caminar o a recordar lo sucedido. Sin embargo, en un momento de lucidez, este logra ponerse de pie y, por lo visto, logra comprender que por un momento fue libre.

### Beyond
Más allá, traducido oficialmente como Más allá de la realidad.
Un grupo de niños juega en una casa abandonada, que todos creen encantada porque allí se producen extraños fenómenos (falta de gravedad, discontinuidades temporales, etc.). En realidad se trata de un fallo en la programación de Matrix, que los agentes no tardarán en descubrir y acudirán a la zona para ajustar el problema. Si se estuviese en la Matrix, esto explicaría algunos fenómenos sobrenaturales como "errores" o "bugs".
Este corto está dirigido por Kōji Morimoto, conocido por sus colaboraciones tanto de dirección como de animador con Katsuhiro Otomo en producciones como Neo Tokyo, Robot Carnival o Memories.

### A Detective Story
Una historia de detective, traducido oficialmente como Historia del detective.
Un detective obstinadamente "chapado a la antigua" recibe de forma anónima el siguiente encargo: encontrar a una delincuente conocida como Trinity. Tras mucho indagar, el detective comienza a intuir que hay algo muy extraño alrededor de esta misteriosa mujer. Finalmente, Trinity le proporcionará las pistas necesarias para acudir a una cita con ella. Trinity someterá a una prueba al detective, pero la súbita irrupción de los agentes aborta el encuentro de forma imprevista. 
Carrie-Anne Moss dobla, ella misma, el personaje de Trinity. El director de este corto, como el de "Historia de un chico", es Shinichiro Watanabe, director con gran prestigio gracias a producciones animadas como Cowboy Bebop y Samurai Champloo.

### Matriculated
Matriculado
En este corto se puede apreciar a un grupo de rebeldes desconectados de Matrix. Subsisten en la corteza del mundo real, lejos de Zion y los que nacieron fuera de Matrix.
Atraen a todo tipo de seres y máquinas, a las cuales debilitan para poder introducirlas en una simulación de Matrix destinada a "humanizar" a las máquinas, cambiando de actitud enemiga a actitud aliada a los seres que pasan la prueba. Este hecho es factible en los perceptores de imagen que incorporan la gran mayoría de ellas, ya que el color pasa de rojo a verde.
El corto trata sobre una máquina en concreto y de cómo pasa de enemigo a aliado. Durante la simulación la máquina adquiere forma antropomórfica, lo que le ayuda a tener sentimientos. En este cortometraje, hacen que la chica protagonista lo salve de unos misteriosos tentáculos, y después en el mundo real, la máquina se encarga de devolverle el favor. Aquí se aprecia cómo la máquina ha sido humanizada y cómo desarrolla sentimientos hacia la chica.
Es un corto performista en formato psicodélico de la visión de la vida, el amor y la humanidad, que va mostrando a lo largo de la simulación de Matrix en el corto. Y es, sobre todo, una reflexión a la amistad.
Este corto fue dirigido por Peter Chung.